# Marine Corps Base Camp Lejeune
Marine Corps Base Camp Lejeune je vojaška baza Korpusa mornariške pehote ZDA.
Skupaj s podrejenimi bazami (Camp Geiger, Stone Bay, Courthouse Bay, Camp Johnson in Greater Sandy Run Training Area) zajema največje število marincev in mornarjev na svetu.

## Enote v bazi
| - II. marinska ekspedicijska sila - Poveljstvo specialnih operacij Korpusa mornariške pehote ZDA - 2. marinska divizija - 2. marinska logistična skupina - 2. marinska ekspedicijska brigada - 22. marinska ekspedicijska enota - 24. marinska ekspedicijska enota - 26. marinska ekspedicijska enota | - Marine Corps Installations East - Inženirska šola Korpusa mornariške pehote ZDA - Šola pehote Korpusa mornariške pehote ZDA - Bojno-službene podporne šole Korpusa mornariške pehote ZDA - Rezervna podporna enota (Korpus mornariške pehote ZDA) - Pomorska bolnišnica Camp Lejeune - Poljskomedicinska službena šola (Korpus mornariške pehote ZDA) - Trenažni center specialnih misij (Obalna straža ZDA) |